# Liberal Demócratas (Italia)
Los Liberal Demócratas (Liberal Democratici) (LD) es un partido político italiano centrista y liberal. Durante largo tiempo estuvo liderado por Lamberto Dini.

## Historia
El partido fue fundado el 18 de septiembre de 2007 como una escisión del ala derecha de la Democracia es Libertad-La Margarita (DL). LD rompió con ésta a causa de su oposición a la formación del Partido Democrático (PD). El nuevo partido fue una especie de continuación del partido Renovación Italiana; inicialmente se unieron a él tres senadores, un diputado, un subsecretario y dos diputados regionales, siendo Lamberto Dini elegido presidente del partido.
Dini, quien había sido ministro de Hacienda en el gobierno de Berlusconi, anunció que el partido seguiría siendo un "miembro crítico" de La Unión  y que apoyaría al Partido Democrático desde el exterior. El partido también siguió prestando su apoyo al gobierno de Romano Prodi, pero se distanció del gobierno en algunos temas, en particular la política exterior y en la reforma de la seguridad social. Uno de los objetivos de los LD fue el de cuestionar la "ilusión estatista que sobrevive en DS y DL" y que la describían la hegemonía de la extrema izquierda sobre el centro-izquierda y el propio gobierno. El movimiento de Dini fue duramente criticado por algunos exponentes de la izquierda de la coalición, que lo acusaron de ayudar al retorno de Berlusconi al poder. 
El 24 de enero de 2008, los LD votaron en contra del gobierno de Prodi en un voto de confianza, junto con Populares UDEUR y los partidos de la Casa de las Libertades, provocando su caída. 
El 8 de febrero de 2008, el partido se unió al Pueblo de la Libertad (PdL) liderado por Silvio Berlusconi. Esto llevó a la salida del partido de Natale D'Amico, que se unió al Partido Demócrata, y de Rosario Monteleone, que se unió a la Unión de los Demócratas Cristianos y de Centro. En las siguientes elecciones generales obtuvo 3 diputados y un senador,dentro de las listas del PdL. El 30 de mayo de 2008 Dini, que había sido reelegido presidente de la Comisión de Asuntos Exteriores del Senado, decidió dejar su partido y unirse directamente al PdL junto con otro diputado de LD, mientras los otros decidieron resistir y organizar a los Liberal Demócratas como un partido centrista independiente aliado a PdL. Daniela Melchiorre fue elegida presidenta del partido unos días después.
El 21 de julio de 2008 los dos diputados restantes del partido formaron se unieron a Francesco Nucara del Partido Republicano Italiano dentro del Grupo Mixto en la Cámara de Dipuatdos. Algunos meses más tarde, los LD comenzaron a ser muy críticos con el gobierno de Berlusconi y se unieron a la oposición en varias votaciones clave.
En enero de 2010, el partido firmó un pacto electoral con la Unión de Centro (UdC). Asimismo, el 15 diciembre LD fue miembro fundador del centrista Nuevo Polo por Italia junto con la UdC, Futuro y Libertad, Alianza por Italia y el Movimiento por las Autonomías. En pocos meses, el partido volvió a apoyar a Berlusconi y Melchiorre fue nombrado subsecretario del Ministerio de Desarrollo Económico. Sin embargo, menos de un mes después de su nombramiento, Melchiorre dejó el gobierno. 
En octubre de 2012, las cuentas del Pueblo de la Libertad mostraron que los Liberal Demócratas habían recibido un millón de euros de ayuda financiera del PdL. 